# Gerold Fischer
Gerold Fischer (* 25. November 1957; † 19. August 1990 in Homburg) war ein deutscher Motorradrennfahrer.

## Werdegang
Gerold Fischer aus Vaihingen an der Enz war in den 1980er-Jahren im internationalen Motorradsport aktiv. Zwischen 1985 und 1987 bestritt er zehn Grands Prix in der 500-cm³-Klasse der Motorrad-Weltmeisterschaft ohne dabei WM-Punkte zu sammeln. In den Jahren 1985 und 1986 war er außerdem in der Halbliterklasse der Motorrad-Europameisterschaft aktiv. 1985 wurde Fischer Gesamt-Siebenter mit Rang zwei hinter Mile Pajic beim Großen Preis der Tschechoslowakei in Brünn als bestem Resultat. Die Saison 1986 schloss er als 24. der Gesamtwertung der 500-cm³-EM ab. In den Jahren 1983 (250-cm³-Klasse auf Yamaha) und 1985 (500-cm³-Klasse auf Suzuki) gewann er zudem zweimal das Straßenrennen 300 zatáček – Gustav Havel in Hořice v Podkrkonoší in der Tschechoslowakei.

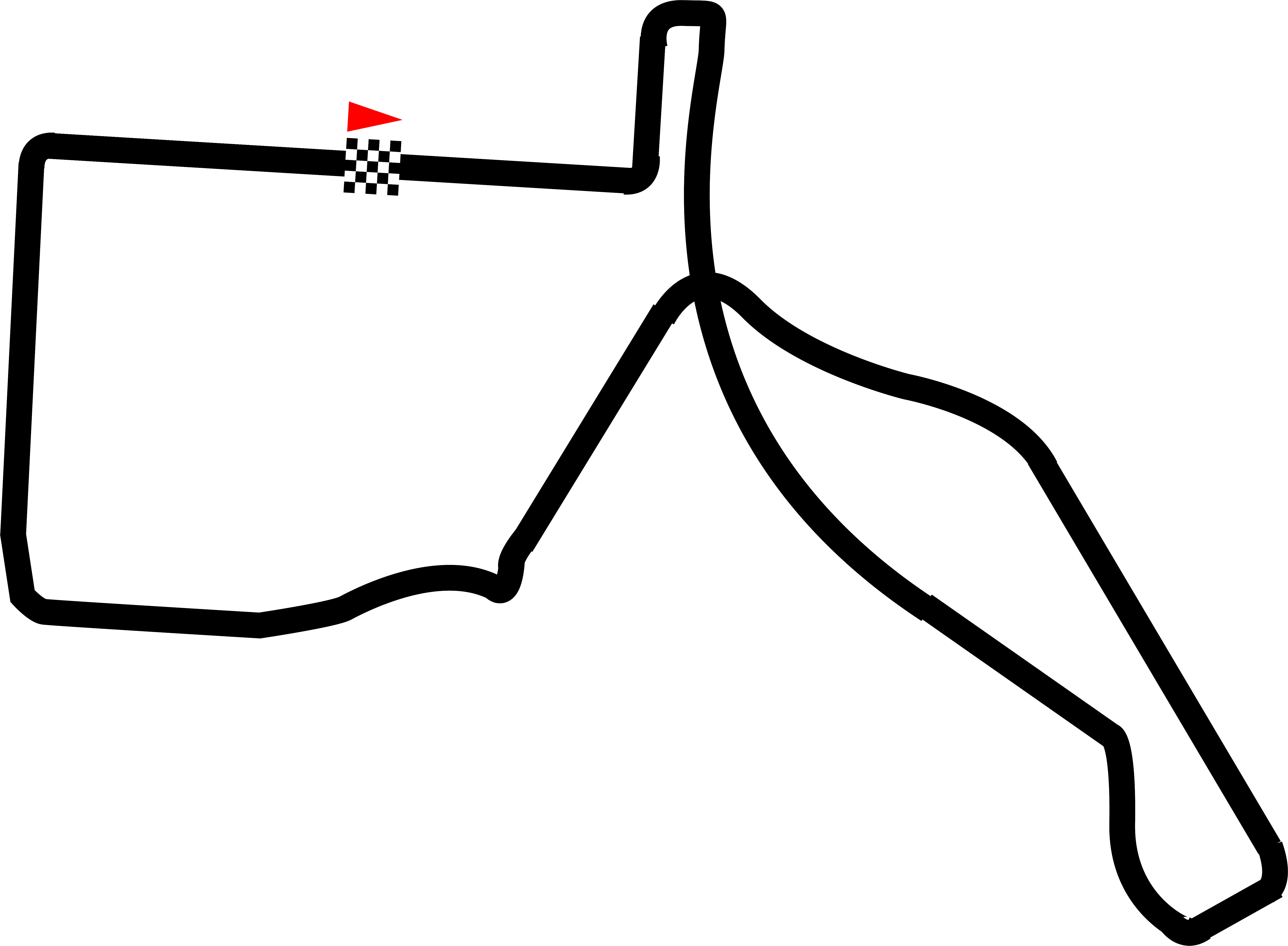
Die Rennstrecke von St. Wendel in ihrer 1990 befahrenen Form

Gerold Fischer verunglückte am 12. August 1990 während des Volksfest-Rennens in St. Wendel schwer. Er kam in der 14. von 19. Runden des 500-cm³-Rennens mit seiner Honda eingangs der Start-Ziel-Geraden zu Sturz und erlag eine Woche später am 19. August 1990 in einem Krankenhaus in Homburg im Alter von 32 Jahren den erlittenen inneren Verletzungen.
Fischers Unfall und der Todessturz von Klaus Liegibel in St. Wendel zwei Jahre später führten 1992 zum Ende der Straßenrennen in der saarländischen Stadt.

## Statistik in der Motorrad-Weltmeisterschaft
| Saison | Motorrad | Rennen | Siege | Zweiter | Dritter | Poles | Schn. Runden | Punkte | Ergebnis |
| ------ | -------- | ------ | ----- | ------- | ------- | ----- | ------------ | ------ | -------- |
| 1985   | Suzuki   | 1      | –     | –       | –       | –     | –            | 0      | –        |
| 1986   | Honda    | 1      | –     | –       | –       | –     | –            | 0      | –        |
| 1987   | Honda    | 8      | –     | –       | –       | –     | –            | 0      | –        |
| Gesamt | Gesamt   | 10     | 0     | 0       | 0       | 0     | 0            | 0      |          |